# Epanaphe unifasciata
Epanaphe unifasciata är en fjärilsart som beskrevs av Gustaaf Hulstaert 1924. Epanaphe unifasciata ingår i släktet Epanaphe och familjen tandspinnare. Inga underarter finns listade i Catalogue of Life.